# Umra
Umra ima za cilj posjetu Ćabi i obavljanje određenih radnji, od kojih su: tavaf, sa’j između Safe i Merve te brijanje glave ili skraćivanje kose.
Hodočasnik (tj. osoba koja želi obaviti umru) će se prvo okupati (uzeti gusul) ili uzeti abdest, mada je kupanje mnogo bolje.
Potom će (muškarac) obući nove ihrame (dva bijela prekrivača, izar i rida’) ili već upotrijebljene prethodno oprane.
Pošto hodočasnik obuče ihrame, klanjat će dva rekata ihramskog namaza.
Dok je u ihramu, hodočasniku se zabranjuje:
- intimni odnos sa ženom ili suprugom,
- griješenje,
- svađa i rasprava,
- lov i upućivanje na lov,
- oblačenje šivene odjeće i obuće (cipela) muškarcima,
- pokrivanje glave (muškarcima) i lica,
- namirisavanje,
- brijanje ili skraćivanje dlaka na tijelu, skraćivanje noktiju itd.

Hodočasniku se dopuštaju sljedeće stvari:
- da se okupa, bilo iz higijenskih razloga ili zbog polucije (izlaska sjemena u snu),
- zaklanjanje hladovinom ili suncobranom,
- nošenje torbice radi čuvanja novčanih sredstava itd.